# Dragon Quest: Dai no Daibōken
Dragon Quest: Dai no Daiboken (DRAGON QUEST -ダイの大冒険-, Doragon Kuesuto: Dai no Daibōken, lit. "Dragon Quest: A Grande Aventura de Dai"), conhecido no Brasil como Fly, o Pequeno Guerreiro, é uma série em mangá de Kōji Inada e Riku Sanjō, lançada em 1991 para a Shonen Jump inspirado na série de vídeo game Dragon Quest sob a supervisão de Yūji Horii, criador da série.. O mangá mais tarde gerou uma série de anime, a segunda baseada na franquia Dragon Quest depois de Dragon Quest I - Yuusha Abel Densetsu. Dragon Quest Dai no Daiboken é uma das séries de mangá mais vendidas da Weekly Shōnen Jump de todos os tempos, com 50 milhões de volumes de tankōbon vendidos. O mangá tem ao todo 37 edições, mas o anime, devido à desentendimentos entre a Enix e a Toei Animation, não passou dos 46 episódios. Foi exibido no Brasil pelo SBT.
O mangá recebeu uma segunda adaptação em anime de 100 episódios pela Toei Animation, que foi transmitida pela TV Tokyo de outubro de 2020 a outubro de 2022.

## Enredo
A história começa com um garoto de 12 anos chamado Dai (Fly) lembrando-se de uma história contada a ele por seu avô adotivo, o mago monstro Brass, sobre a derrota do rei demônio Hadlar pelas mãos de um herói conhecido como Avan. Após a derrota do Rei Demônio Hadlar, todos os monstros foram libertados de sua má vontade e a paz reinou suprema em todo o mundo novamente por dez anos. Alguns monstros e demônios se mudaram para a ilha de Dermline para viver em paz. Dai, o jovem protagonista da série, é o único humano que vive na ilha. Tendo sido criado por Brass e com seu melhor amigo, o monstro Gome, Dai cresce sonhando em se tornar um herói.
A verdadeira história começa quando Avan, um instrutor de heróis, vem à ilha para ensinar Dai, a pedido de Leona, uma princesa que foi salva anteriormente pelo menino. Avan oferece a Dai uma semana inteira de treinamento que o tornaria um herói. Logo depois de aprender a segunda das três técnicas de espada secreta de Avan, o treinamento de Dai é interrompido pelo retorno de Hadlar. Hadlar anuncia a Avan que ele havia trabalhado para um rei maligno ainda mais poderoso, o Grande Rei Demônio Vearn, que o ressuscitou. Enfraquecido pelos feitiços que ele usou para ajudar Dai em seu treinamento, Avan, no entanto, confronta Hadlar. Para proteger seus alunos e destruir Hadlar ao mesmo tempo, ele lança um feitiço chamado "Megante" (Sacrifício), que requer que a própria força de vida do usuário seja usada. O feitiço não destrói o Rei Demônio como Avan havia planejado, e Dai, Pop, Brass e Gome são deixados para se defenderem sozinhos. Apenas o despertar de um poder oculto dentro de Dai, simbolizado pelo aparecimento de uma marca estranha em sua testa, os leva a derrotar Hadlar e fazê-lo fugir. Dai decide deixar a ilha com Pop para vingar Avan e derrotar o Rei Demônio e seu mestre para trazer a paz de volta ao mundo.

## Mídia

### Mangá
O mangá foi lançado pela primeira vez como o conto Derupa! Iruiru! nas edições 25 e 26 da Weekly Shōnen Jump em 1989. As edições 35 á 37 incluíram o conto Dai Bakuhatsu!! e a serialização de Dai no Daibōken começou no mesmo ano no número 43. Continuou por sete anos antes de terminar no volume 52 da Shonen Jump em 1996. O mangá foi coletado em 37 volumes tankōbon. Mais tarde, foi relançado como um Jump Remix com entrevistas e outros extras incluídos. Foi então lançado em 22 volumes de bunkobon. Perto do final de sua serialização, foi publicado um "Perfect Book", que reuniu algumas das artes da série, juntamente com trivia e novas informações.
Um mangá prequela ilustrado por Yūsaku Shibata, com Sanjo creditado pelo trabalho original, foi anunciado e será publicado na revista de mangá V Jump da Shueisha na edição de novembro de 19 de setembro de 2020. A série é centrada em torno de Avan antes de ele conhecer Dai e seus companheiros. Ele entrou em sua "batalha final" em 4 de agosto de 2023.
Um mangá spin-off escrito e ilustrado por Yoshikazu Amami intitulado Dragon Quest: The Adventure of Dai - Cross Blade, foi lançado na edição de novembro da revista Saikyō Jump da Shueisha em 1 de outubro de 2020  e encerrado em 4 de janeiro de 2024, e reunido em sete volumes.

### Anime

#### Primeiro anime
Produzido pela Toei Animation, a adaptação anime de Dragon Quest: Dai no Daibōken estreou no Japão no canal Tokyo Broadcasting System em 17 de outubro de 1991, com 46 episódios até a sua conclusão em 24 de setembro de 1992.
O protagonista, Dai, foi rebatizado para "Fly" no Ocidente, para evitar confusão entre a palavra inglesa "die" (em que o significado é "morrer").
A série adapta os eventos dos dez primeiros volumes do mangá, com planos iniciais de continuar até que a programação e as mudanças de horário na TBS levem ao fim da série após 46 episódios. Para acomodar o final abrupto, Sanjo ajudou a fornecer um final ajustado para o anime.
Em 6 de janeiro de 2020, a série inteira foi lançada no Japão para distribuição em vários serviços de vídeo sob demanda (VOD), a primeira vez que a série se tornou oficialmente disponível após o lançamento em VHS da década de 1990. Em março de 2020, foi anunciado que o anime de 1991 ganharia um box Blu-ray pela primeira vez, lançado em 3 de julho de 2020. O conjunto continha todos os 46 episódios e os três curtas-metragens da Toei Anime Fair (incluindo o primeiro filme nunca antes lançado em vídeo caseiro), que foram digitalizados de seus negativos originais de 35 mm com alta resolução e gravados como imagens remasterizadas full HD de alta qualidade.

##### Trilha sonora
A série usa duas peças de música tema, ambas compostas por Koichi Sugiyama e interpretadas por Jirou Dan. Yuusha yo Isoge!! (勇者よ急げ!!, Yūsha yo isoge!!, tradução livre "Herói, apresse-se") é usado para o tema de abertura, enquanto Kono Michi Waga Tabi (この道わが旅, Kono Michi Waga Tabi, tradução livre "Minha estrada, minha jornada") é usado para o tema final dos episódios.
No Brasil, entretanto, a abertura do anime ganhou uma música tema exclusiva produzida pelo extinto estúdio Gota Mágica. Na época, o diretor de dublagem e compositor , Mário Lúcio de Freitas,compôs a letra e a parte instrumental em um ritmo original e colocou seu filho, Rodrigo Firmo, dublador e músico, como responsável pela parte vocal.

##### Filmes
Três filmes para o cinema foram produzidos com base na série de TV, todos os quais estrearam no festival de cinema Toei Anime Fair.
| No. | Título | Data de lançamento    |
| --- | --- | --------------------- |
| 1   | Gurēto Adobenchā (グレート アドベンチャー) (Tradução livre "Grande aventura") | 20 de julho de 1991   |
| 1   | Vovô Brass conta a Dai a história da guerra entre os bravos Aban e Hadler ocorridos anos antes. |                       |
| 2   | Aban no Shito (アバンの使徒) (Tradução livre "Discípulo de Avan") | 3 de julho de 1992    |
| 2   | Dai, Pop e Maam têm que enfrentar um seguidor do mago Zaboeira. Este episódio ocorre após a batalha de Romos e antes de Papunica. |                       |
| 3   | Shinsei Roku Daishōgun (新生６大将軍) (Tradução livre "Os seis comandantes renascidos") | 7 de dezembro de 1992 |
| 3   | Os protagonistas estão lutando com um novo inimigo formidável: Galvass. Ele revive seus seis generais do exército que têm os mesmos títulos de Hadler, com quem ele tem uma rivalidade declarada. Seu objetivo é, na verdade, usurpar o título de comandante supremo do exército demoníaco e substituir os seis generais de seu rival por seus próprios, e para isso ele tenta eliminar Dai e seus companheiros antes dele. Cronologicamente este episódio se encaixa entre a batalha em Barsy Island e a saída de Maam. |                       |

#### Segundo anime
Foi anunciado durante a Jump Festa 2020 que haverá uma nova adaptação para anime que estrou no outono de 2020. O anime será produzido pela Toei Animation e será um híbrido de animação 2D e CG. A série estreou na TV Tokyo e outras afiliadas em 3 de outubro de 2020. A banda Macaroni Empitsu apresentou o tema de abertura da série "Ikiru o Suru" e o tema de encerramento da série "mãe". XIIX apresentou o segundo tema de encerramento da série "Akashi". Muse Communication licenciou a segunda série no sudeste da Ásia. A Toei transmite simultaneamente a série com legendas em inglês na América do Norte, América Latina, Nova Zelândia, África, Oriente Médio e Europa via Crunchyroll, bem como Hulu nos Estados Unidos e Anime Digital Network na França. Havia planos de dublá-lo da Ocean Media, no entanto, isso causou uma disputa que levou o sindicato dos dubladores SAG-AFTRA a emitir uma ordem de não trabalhar para a série.

### Vídeo games
- Durante o Jump Festa '20, um videogame baseado na série foi anunciado.[21]
- Dragon Quest: The Adventure of Dai - Xross Blade, um novo jogo de arcade com cartas colecionáveis,  lançado nos fliperamas japoneses em 22 de outubro de 2020.[22]
- Dragon Quest: The Adventure of Dai - A Hero's Bonds, um RPG para smartphones iOS/Android está em desenvolvimento e será lançado no Japão em 2021.[23]
- Dragon Quest: A Aventura de Dai - Infinity Strash, um RPG de ação para um console não revelado, também lançado em 2021.[24]
- Dai aparece como um personagem jogável no jogo Jump Force, marcando a primeira aparição de um personagem Dragon Quest em um jogo de crossover da revista Weekly Shonen Jump.[25]

## Recepção
Dragon Quest: Dai no Daibōken é uma das séries de mangá mais vendidas da Weekly Shōnen Jump de todos os tempos, com 50 milhões de cópias de tankōbons vendidos. A série também teve uma circulação total estimada em aproximadamente 2 bilhões de cópias na revista Weekly Shōnen Jump entre 1989 e 1996. Na enquete Manga Sōsenkyo 2021 da TV Asahi, na qual 150.000 pessoas votaram em sua melhor série de mangá, Dragon Quest: The Adventure of Dai, ficou em 30º lugar.